# Храм Святого Александра Невского (Калининград)
Храм Святого Александра — приходской православный храм в Калининграде, второй по величине храм в Калининградской области, со вместимостью около 900 человек. Находится на улице Александра Невского рядом с одним из корпусов Балтийского федерального университета имени Канта.
Относится к Успенскому благочинию Калининградской епархии Русской православной церкви. Настоятель храма — протоиерей Александр Соколов.

## История
Освящение закладного камня храма митрополитом Смоленским и Калининградским Кириллом состоялось 20 июля 2008 года.
Первоначально храм планировалось назвать в честь покровительницы студентов святой мученицы Татианы, однако во время малого освящения храма 16 ноября 2013 года патриарх Кирилл решил назвать храм в честь Александра Невского, так как храм расположен на улице Александра Невского.

## Архитектура

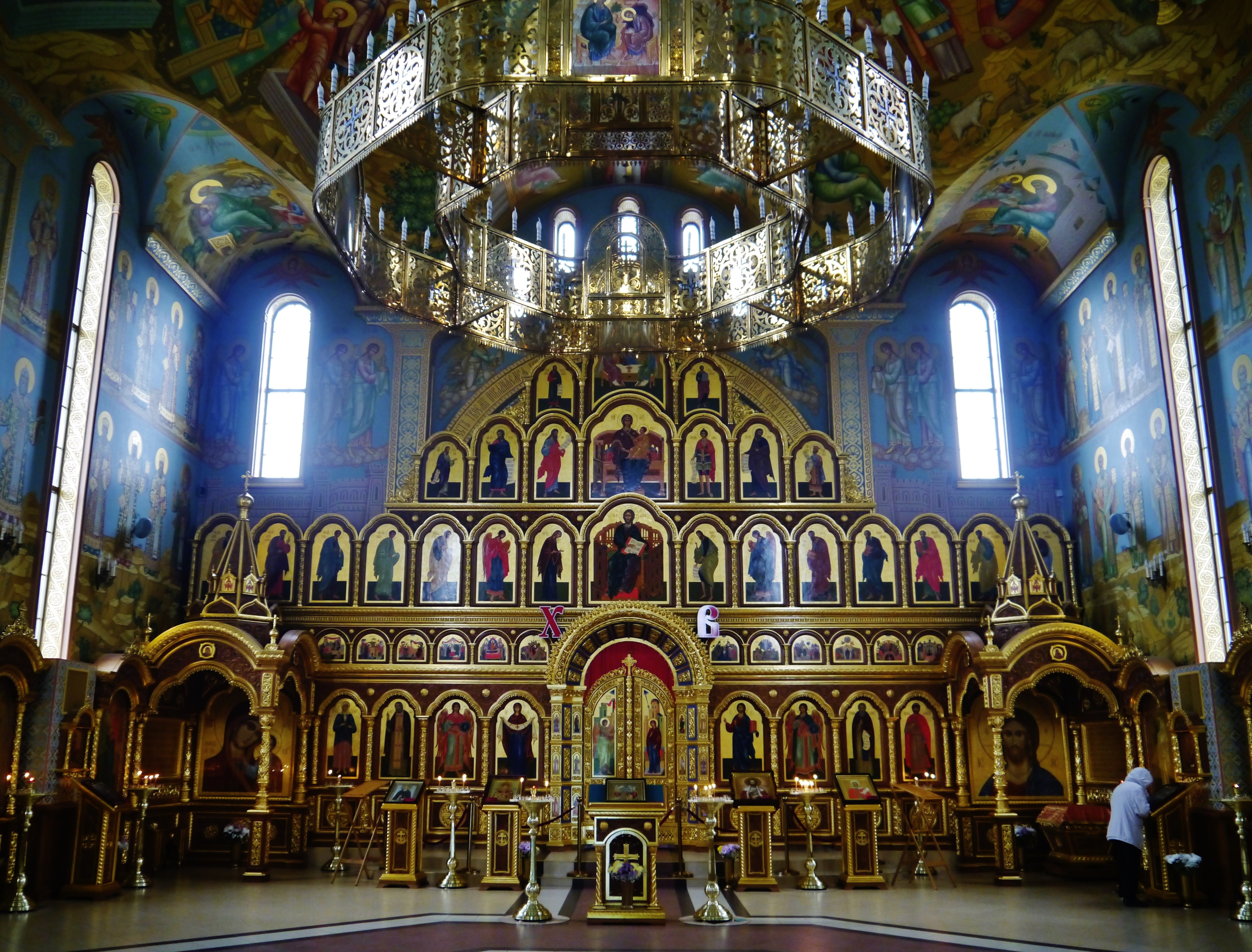
Иконостас

Пятиглавый храм, главная глава находится на шатре. Основные размеры: 38 м в длину, 20 м в ширину, 41 м в высоту (высота главного купола). Архитектор — Алексей Мусин.